# Robert Wilson (regista)
Robert Wilson, detto Bob (Waco, 4 ottobre 1941 – Water Mill, 31 luglio 2025), è stato un regista teatrale, drammaturgo e coreografo statunitense.
Nel corso della sua articolata carriera, lavora anche come coreografo, pittore, scultore, videoartista, designer di suono e luci. È noto soprattutto per la collaborazioni con Philip Glass in Einstein on the Beach, e con numerosi altri artisti, tra i quali William S. Burroughs, Allen Ginsberg, Tom Waits e David Byrne.

## Biografia
Wilson, nato a Waco, in Texas, studia Business Administration all'Università del Texas dal 1959 al 1962. Segnano radicalmente la sua vita l'esperienza con i bambini disabili e i laboratori di teatro per l'infanzia in cui Wilson fa tesoro della terapia appresa da Byrd Hoffman. Wilson decide così che il proprio futuro è nelle arti figurative.
Si trasferisce a Brooklyn nel 1963, conseguendo una laurea in architettura al Pratt Institute nel 1965. Partecipa alle lezioni di Sibyl Moholy-Nagy (vedova di László Moholy-Nagy), studia pittura con George McNeil, e architettura con Paolo Soleri in Arizona.
Nel 1968, Wilson fonda la compagnia di performance sperimentale Byrd Hoffman School of Byrds (intitolata a Miss Hoffman, l'insegnante di danza che lo aveva aiutato a superare l'handicap della balbuzie quando era ragazzo stimolandolo ad eseguire movimenti lenti (slow motion), consentirà a Robert di imparare a sciogliere la tensione del proprio corpo). Con questa compagnia crea i suoi primi importanti lavori, a cominciare da The King of Spain e The Life and Times of Sigmund Freud del 1969. Debutta nell'opera nel 1976, realizzando con Philip Glass Einstein on the Beach, capolavoro che rende i due artisti famosi in tutto il mondo.
Tra il 1983 e il 1984, Wilson progetta una performance per le Olimpiadi estive del 1984, CIVIL warS: A Tree Is Best Measured When It Is Down; l'intero lavoro sarebbe dovuto durare ben 12 ore, diviso in 6 parti. La produzione è completata solo parzialmente - l'intero evento è cancellato dall'Olympic Arts Festival per mancanza di fondi. Nel 1986 la giuria del Premio Pulitzer seleziona all'unanimità CIVIL warS per la sezione teatrale, ma il Consiglio di Supervisione respinge la scelta e quell'anno non assegna alcun premio teatrale. Nel 1989 realizza la regia per il Doktor Faustus di Giacomo Manzoni presso il Teatro alla Scala.
Wilson è noto per avere spesso "forzato" i limiti del teatro. I suoi lavori sono celebri per lo stile austero, movimenti molto lenti, e spesso dilatazioni estreme nello spazio e nel tempo. The Life and Times of Joseph Stalin è una performance di 12 ore, mentre KA MOUNTain and GUARDenia Terrace è stata allestita sulla vetta di una montagna in Iran per una durata di sette giorni.
Oltre al suo lavoro per il palcoscenico, Wilson realizza sculture, disegni e design d'arredamento. Nel 1993 vince il Leone d'Oro alla Biennale di Venezia per una installazione scultorea. Nel 1997 è invece insignito del Premio Europa per il Teatro.
In quell'occasione mette in scena Persephone, con testi di Omero, Brad Gooch, Maita di Niscemi, e musiche di Gioacchino Rossini e Philip Glass, al Palazzo dei Congressi di Taormina.
Nell'aprile del 1998, nuovamente a Taormina per la sesta edizione del Premio Europa per il teatro, presenta in esclusiva europea Der Ozeanflug (Il volo oceanico) da testi di Bertolt Brecht, Heiner Müller, Fëdor Dostoevskij, per il Berliner Ensemble, con Bernhard Minetti e musiche di Hans Peter Kuhn.
Nel dicembre del 2017, in occasione della sedicesima edizione del Premio, riporta in scena Hamletmachine di Heiner Müller, di cui cura ideazione, regia, scene e luci, con i performers dell'Accademia Nazionale d'Arte Drammatica "Silvio D'Amico", all'Auditorium Parco della Musica, Teatro Studio Borgna, a Roma.
Nel 2004, Ali Hossaini offre a Wilson un contratto al canale televisivo Lab Hd. Da allora Wilson ha prodotto decine di video ad alta definizione noti anche come Voom Portraits. I protagonisti dei filmati hanno svariato dalle famiglie reali alle celebrità di Hollywood, compreso Brad Pitt, dagli animali ai vincitori di Premi Nobel, ai vagabondi.
Wilson è il protagonista del documentario del 2006 di Katharina Otto-Bernstein, Absolute Wilson. Nel 2009 l'artista ha allestito una mostra egizia nelle scuderie juvarriane di Venaria Reale: mostra eccezionale basata sui nuovi ritrovamenti nel Mar Rosso di ben due città sommerse. Le seguenti fotografie di Christian Michelides (a sinistra) e di Francisco Peralta Torrejón (a destra) mostrano la scena finale de La traviata di Verdi (Linz 2015), poco prima della morte di Violetta Valery:

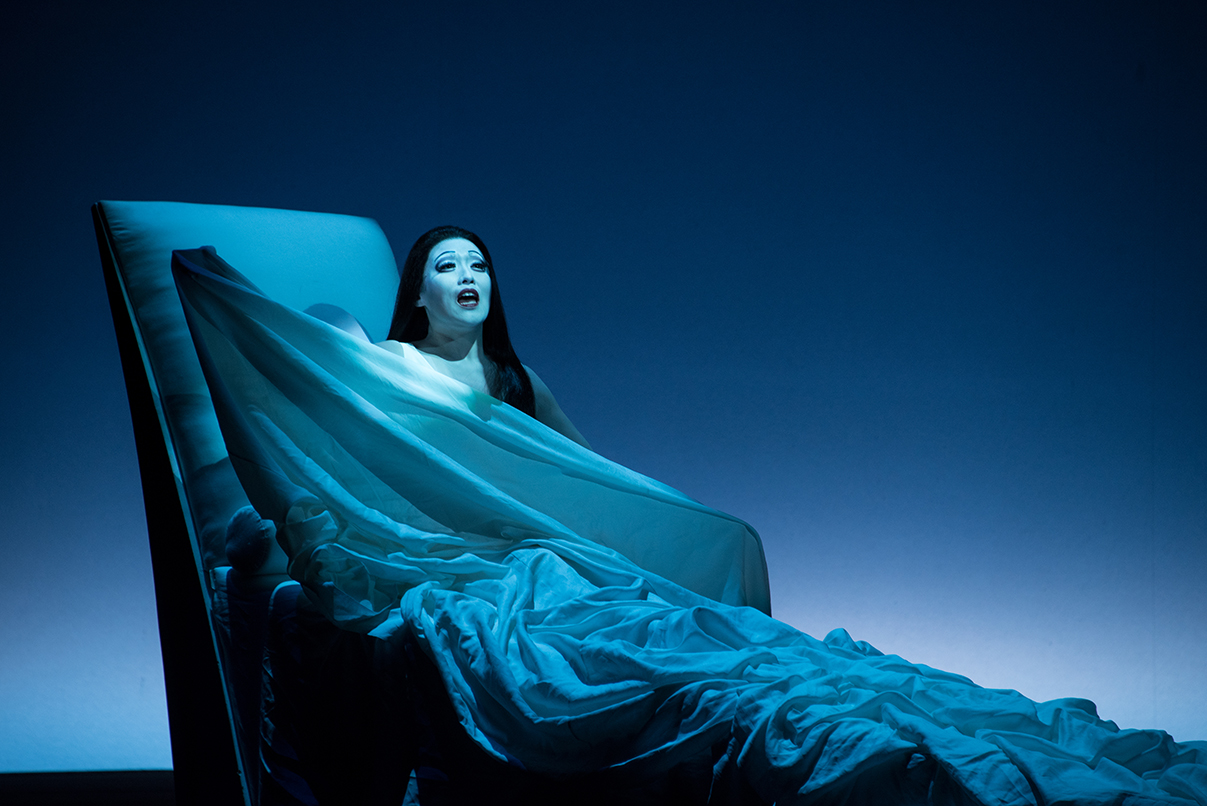
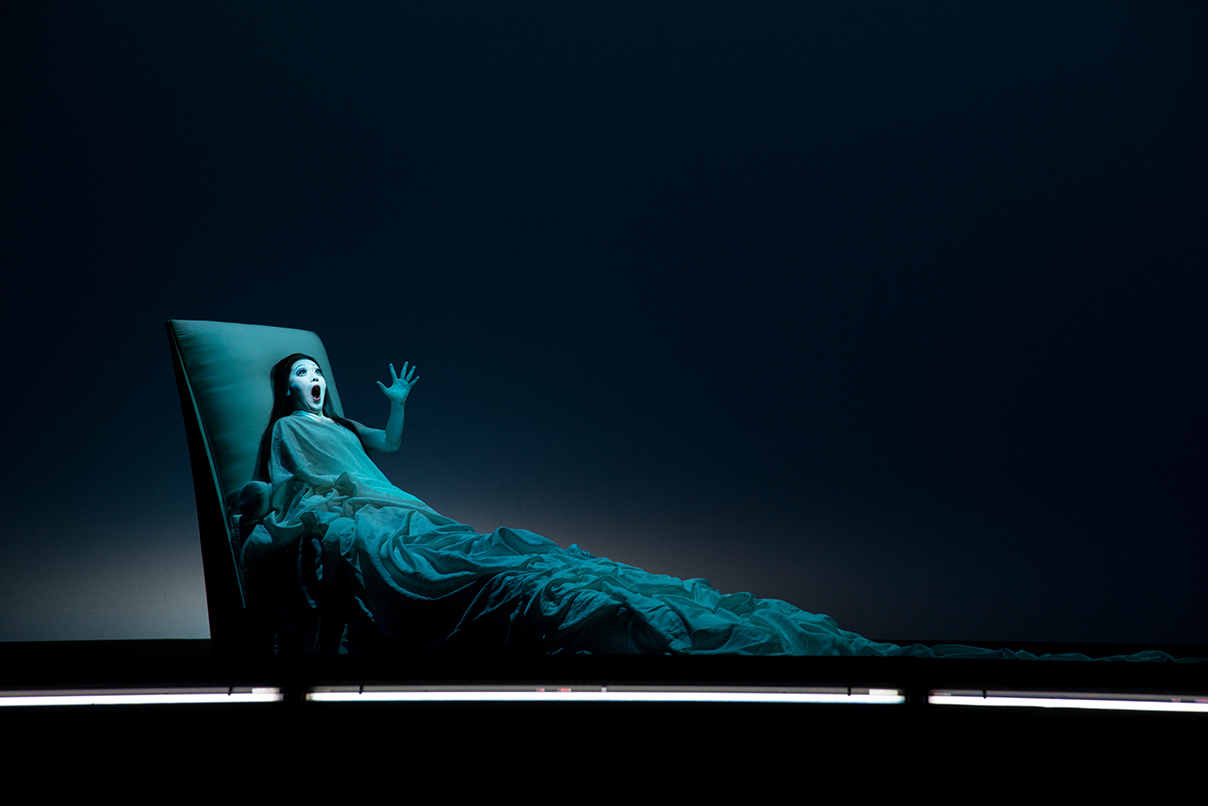

Nel 2015 ha diretto e coreografato Adam's Passion, realizzato in collaborazione con Arvo Pärt.

## Premi
Premio Europa per il Teatro

Nel gennaio del 1997 riceve il V Premio Europa per il teatro, a Taormina, con la seguente motivazione:
La Giuria della quinta edizione ha assegnato all’unanimità il Premio Europa per il Teatro a Robert Wilson riconoscendo nella sua opera trentennale l’intento di una personale reinvenzione dell’arte scenica, di cui ha rimesso in questione la dimensione temporale e rintracciato quelle spaziali, mentre rifiutava una mera riproduzione del reale a profitto di una visione astratta o informale del teatro e ne ridefiniva anche i ruoli con un intervento ogniqualvolta possibile globale nella creazione dei propri spettacoli in cui ha assunto le funzioni di autore, regista, attore, scenografo, magico light designer. Architetto per formazione, l’artista ha perseguito un linguaggio interdisciplinare che non ha ignorato le arti visive nel coltivare l’importanza dell’immagine e ricorrendo al supporto non occasionale della musica, s’è accostato alla danza e ha cercato nello stesso tempo nella parola valori di pura sonorità, in un’ideale tensione verso una forma di teatro totale.
Se è stato detto che le sue opere possono venire considerate per la loro coerenza espressiva parti di un’unica opera in continua elaborazione che ne costituisca la sintesi, Wilson è venuto a confrontarsi allo stesso tempo con diversi generi, avvicinandoli grazie alla conformità del linguaggio: s’è provato in spettacoli di testi classici e di novità scritte appositamente; e per questo ha stimolato scrittori dell’importanza di Heiner Müller, col quale ha stabilito un particolare sodalizio, o di William Borroughs; s’è dedicato quindi ad inscenare opere letterarie non teatrali spesso adattate informa di monologo con l’interpretazione di grandi attori, qualcuno addirittura storico come Madeleine Renaud e Marianne Hoppe; s’è cimentato nella regia lirica e di balletto, ha creato musical sui generis con la collaborazione di illustri personalità emergenti, ha promosso performance in particolare con Christopher Knowles, ha diretto per la moda spettacoli di sfilata, per non dire della sua attività di designer e di artista visivo, manifestata tramite pitture, sculture, installazioni, opere grafiche, mostre, ottenendo anche il maggior premio della Biennale di Venezia.

Ma non si fa del nuovo senza mutare le concezioni organizzative e a questo campo va ascritto un impulso determinante dell’artista alla coproduzione tra i festival già dagli anni ’70 , la creazione di spettacoli–prototipi traducibili in diversi paesi con nuovi cast, e anche l’ideazione di opere seriali da completare a distanza di tempo e di sedi produttive. Gli si deve un abbraccio tra i teatri di differenti paesi, lingue, stili, tradizioni. Anche coinvolgendo squadre sempre più larghe e internazionali di collaboratori, Wilson non ha comunque mai rinunciato a imprimere personalmente in una produzione ogni giorno più vasta l’impronta diretta della sua presenza perfezionista. E gli va riconosciuta la destinazione dei proventi in un immane lavoro al centro di Watermill, palestra di sperimentazione e di formazione giovanile, che lo ha riportato ai suoi inizi di insegnante e lo ha aiutato a conservare, nel contatto permanente con i giovani, le risorse di un’inestinguibile freschezza.